# 7 szwadron pionierów
7 szwadron pionierów – pododdział kawalerii Wojska Polskiego.

## Historia szwadronu
W 1924 został sformowany szwadron pionierów przy 3 Samodzielnej Brygadzie Kawalerii. 21 listopada 1924 minister spraw wojskowych przydzielił por. Stefana Łobojko z 23 pułku ułanów na stanowisko dowódcy szwadronu oraz por. Kazimierza II Niedźwiedzkiego z 13 pułku ułanów i ppor. Eugeniusza Parafianowicza z 4 pułku ułanów na stanowiska młodszych oficerów szwadronu. Szwadron wchodził w skład 3 Samodzielnej Brygada Kawalerii w Wilnie. 6 listopada 1924 generał dywizji Stefan Majewski, w zastępstwie ministra spraw wojskowych, rozkazem O.I.Szt.Gen. 11750 Org. ustalił następujące odznaki dla organizującego się szwadronu pionierów przy 3 SBK:
- otok na czapkach rogatywkach czarny,
- proporczyki na kołnierzu kurtki i płaszcza pąsowo-czarne (barwa pąsowa u góry, barwa czarna zaś u dołu),
- na naramiennikach kurtki i płaszcza numer (cyfry arabskie) i litery „3B”[a].

Szwadron stacjonował w garnizonie Wilno.
Od sierpnia 1926 formacją ewidencyjną szwadronu był 23 pułk ułanów. W związku z powyższym do tego oddziału został przeniesiony rotmistrz Witold Chludziński z pozostawieniem na zajmowanym stanowisku dowódcy szwadronu.
1 października 1926 szwadron został oddany pod inspekcję gen. bryg. Stanisławowi Burhardt-Bukackiemu.
4 sierpnia 1927 minister spraw wojskowych ustalił barwy szkarłatno-czarne dla proporczyka szwadronów pionierów.
24 lutego 1928 minister spraw wojskowych ustalił otok szkarłatny na czapkach oficerów i szeregowych szwadronów pionierów.
W 1930 pododdział został przemianowany na 7 szwadron pionierów.
13 sierpnia 1931 minister spraw wojskowych marszałek Polski Józef Piłsudski rozkazem G.M. 7759 I. zatwierdził wzór i regulamin odznaki pamiątkowej szwadronów pionierów.
Bezpośredni nadzór nad szkoleniem i wychowaniem żołnierzy w szwadronie, jak również nadzór nad właściwym wykorzystaniem i konserwacją sprzętu saperskiego sprawował jeden z trzech dowódców grup saperów. Był on również kierownikiem corocznych koncentracji jednostek saperskich.
Od 1937 szwadron wchodził w skład Wileńskiej Brygady Kawalerii. Do października tego roku szwadron został zreorganizowany.
Zgodnie z uzupełnionym planem mobilizacyjnym „W” dowódca 4 pułku ułanów w Wilnie był odpowiedzialny za przygotowanie i przeprowadzenie mobilizacji szwadronu pionierów nr 7. Jednostka była mobilizowana w alarmie, w grupie jednostek oznaczonych kolorem czerwonym. 23 sierpnia 1939 została zarządzona mobilizacja jednostek „czerwonych” na terenie Okręgu Korpusu Nr III. Początek mobilizacji został wyznaczony na godz. 6.00 następnego dnia. Mobilizacja szwadronu odbyła się w terminie (A+36) i zgodnie z elaboratem mob. Szwadron przyjął organizację wojenną L.3023/mob.org. oraz został ukompletowany zgodnie z zestawieniem specjalności L.4023/mob.AR i wyposażony zgodnie z należnościami materiałowymi L.5023/mob.mat.. Piątego dnia mobilizacji powszechnej miała być zakończona mobilizacja uzupełnienia marszowego szwadronu pionierów nr 7. Jednostką mobilizującą był szwadron zapasowy 4 pułku ułanów w Wołkowysku. Uzupełnienie marszowe było jednostką podległą dowódcy Okręgu Korpusu Nr III pod każdym względem. Zmobilizowany szwadron pionierów nr 7 i jego uzupełnienie marszowe przynależały pod względem ewidencji do Ośrodka Zapasowego Kawalerii „Wołkowysk”.
W czasie kampanii wrześniowej szwadron pionierów nr 7 walczył w składzie Wileńskiej BK.

## Kadra szwadronu
Dowódcy szwadronu
- por. kaw. Stefan Łobojko[b] (XI[2] – 31 XII 1924)
- rtm. Witold Chludziński (IV 1925[30] – 31 XII 1927[31])
- rtm. Zygmunt Napoleon Twardowski (1 I 1928[32][5][6] – VI 1933[33])
- rtm. Józef Lichtarowicz (VI 1933[34] – IX 1939[35][36])

Obsada personalna w marcu 1939
- dowódca szwadronu – rtm. Józef Lichtarowicz
- dowódca plutonu – por. kaw. Franciszek Brzozowski
- dowódca plutonu – por. kaw. Henryk Józef Witkowski

Obsada personalna we wrześniu 1939
- dowódca szwadronu – rtm. Józef Lichtarowicz †20 VIII 1944 Langannerie, Francja[37][29]
- dowódca plutonu – por. kaw. Henryk Józef Witkowski